# Richtwert
Der Richtwert ist eine Kennzahl der Metrologie, die als Soll-Vorschrift eine unverbindliche Empfehlung und Orientierungshilfe ausspricht.  
Ein Richtwert unterscheidet sich von einem Grenzwert dadurch, dass er eingehalten werden soll, während ein Grenzwert als Muss-Vorschrift eingehalten werden muss. Die Einhaltung eines Richtwertes ist erwünscht und soll angestrebt werden. Für die Unterscheidung der modalen Hilfsverben müssen, sollen, dürfen und können gibt es die DIN 820-2 (2000-01) Anhang E „Normungsarbeit - Teil 2: Gestaltung von Normen“. Einem Richtwert entspricht nach dieser Sprachregelung in etwa das Verb „sollen“.

## Richtwert als Rechtsbegriff
Als Rechtsbegriff kommt der Richtwert insbesondere in folgenden Konstellationen vor:

### Grundstücksrecht
Bodenrichtwerte sind nach § 196 Abs. 1 BauGB flächendeckend aufgrund der durchschnittlichen Lagewerte für den Boden auf Grundlage einer Kaufpreissammlung unter Berücksichtigung des unterschiedlichen Entwicklungszustands zu ermitteln.

### Immissionen im Nachbarrecht
Der Eigentümer eines Grundstücks oder grundstücksgleichen Rechts kann nach § 906 Abs. 1 BGB die Zuführung von Gasen, Dämpfen, Gerüchen, Rauch, Ruß, Wärme, Geräuschen, Erschütterungen und ähnliche von einem anderen Grundstück ausgehende Einwirkungen insoweit nicht verbieten, als die Einwirkung die Benutzung seines Grundstücks nicht oder nur unwesentlich beeinträchtigt. Eine unwesentliche Beeinträchtigung liegt in der Regel gemäß § 906 Abs. 2 BGB vor, wenn die in Gesetzen oder Rechtsverordnungen festgelegten Grenz- oder Richtwerte von den nach diesen Vorschriften ermittelten und bewerteten Einwirkungen nicht überschritten werden. Das BGB stellt Grenz- und Richtwerte auf die gleiche Ebene. Werden sie überschritten, liegt eine wesentliche Beeinträchtigung vor.

### Strahlenschutzrecht
Der Dosisrichtwert beschreibt nach der Legaldefinition in § 1 Abs. 5 StrlSchV eine effektive Dosis oder Organ-Äquivalentdosis, die bei der Planung und der Optimierung von Schutzmaßnahmen für Personen in geplanten Expositionssituationen als oberer Wert für die in Betracht zu ziehende Exposition dient. Er ist vom Dosisgrenzwert zu unterscheiden, der die rechtlich zulässige Grenze der Strahlenbelastung definiert.

### Verkehrsrecht
Die Richtgeschwindigkeit ist ein echter Richtwert. In § 1 Autobahn-Richtgeschwindigkeits-Verordnung wird empfohlen, beim Führen von Personenkraftwagen sowie von anderen Kraftfahrzeugen mit einem zulässigen Gesamtgewicht bis zu 3,5 t auf Autobahnen und auf bestimmten anderen Straßen außerhalb geschlossener Ortschaften auch bei günstigen Straßen-, Verkehrs-, Sicht- und Wetterverhältnissen nicht schneller als 130 km/h zu fahren (Autobahn-Richtgeschwindigkeit). Das gilt nicht, soweit nach der StVO oder nach deren Zeichen Höchstgeschwindigkeiten bestehen  Die Richtgeschwindigkeit darf unter den genannten Voraussetzungen überschritten werden, die zulässige Höchstgeschwindigkeit dagegen ist als „Grenzwert“ einzuhalten.  

### Versicherungsrecht
Versicherer stufen bei der Schadenversicherung die Windstärke als Richtwert ein. Ein Versicherungsfall liegt erst vor, wenn mindestens Windstärke acht (also Windgeschwindigkeiten von 57 km/h bis 65 km/h) vorgelegen hat.

## Regelungstechnik
In der Regelungstechnik spricht man statt vom Richtwert vom Sollwert im Vergleich zum Istwert.